# Combats esthétiques
Pour les articles homonymes, voir Esthétique (homonymie).
Vous venez d’apposer le modèle de débat d'admissibilité.
Avant toute chose, veuillez créer la page de débat correspondante en cliquant ici.
- Une fois la page de vote initialisée, rafraîchissez cette page, et le bandeau prendra son aspect définitif.
- Si votre débat d'admissibilité est groupé (le motif et l’argumentation doivent être les mêmes), modifiez cette page pour ajouter au modèle le paramètre « cat » suivi du nom de la page de discussion de l’article pour lequel la page de débat existe déjà (ex. : cat=Discussion:Nom_de_l'autre_article). Ensuite, suivez les nouvelles instructions qui apparaissent.
- Vous pouvez également utiliser le paramètre « type » pour faciliter l’accès aux critères d’admissibilité. Exemple : {{suppression|type=mot-clé}}. Liste des mots-clés existants : fiction, musique, art visuel, fanzine, jeu de société, porno, sportif, association, enseignement, société, site web, route, nombre, (Liste complète ici).

| 1. | Créez la page de débat d'admissibilité.                                                                      | Sauvegardez d’abord la page pour l’initialiser puis indiquez votre motivation.             |
| 2. | Important : ajoutez une entrée dans la section Débat d'admissibilité du jour.                                | Utilisez ce texte : *{{L\|Combats esthétiques}}                                            |
| 3. | Pensez à informer les contributeurs principaux de la page et les projets associés lorsque cela est possible. | Utilisez ce texte : {{subst:Avertissement débat d'admissibilité\|Combats esthétiques}}~~~~ |

Vous pouvez aider à l'améliorer ou bien discuter des problèmes sur sa page de discussion.
- Il peut contenir un travail inédit ou des déclarations non vérifiées. Vous pouvez l’améliorer en ajoutant des références. (Marqué depuis février 2025)

Vous pouvez aider à l'améliorer ou bien discuter des problèmes sur sa page de discussion.
- Il contient une ou plusieurs listes. Le texte gagnerait à être rédigé sous la forme d’un ou plusieurs paragraphes synthétiques, afin d’être plus agréable à lire. (Marqué depuis février 2025)
- Son texte doit être wikifié : il ne correspond pas à la mise en forme Wikipédia (style, typographie, liens internes, liens entre les wikis, etc.). (Marqué depuis février 2025)
- L’orthographe et/ou la grammaire sont à vérifier. (Marqué depuis février 2025)

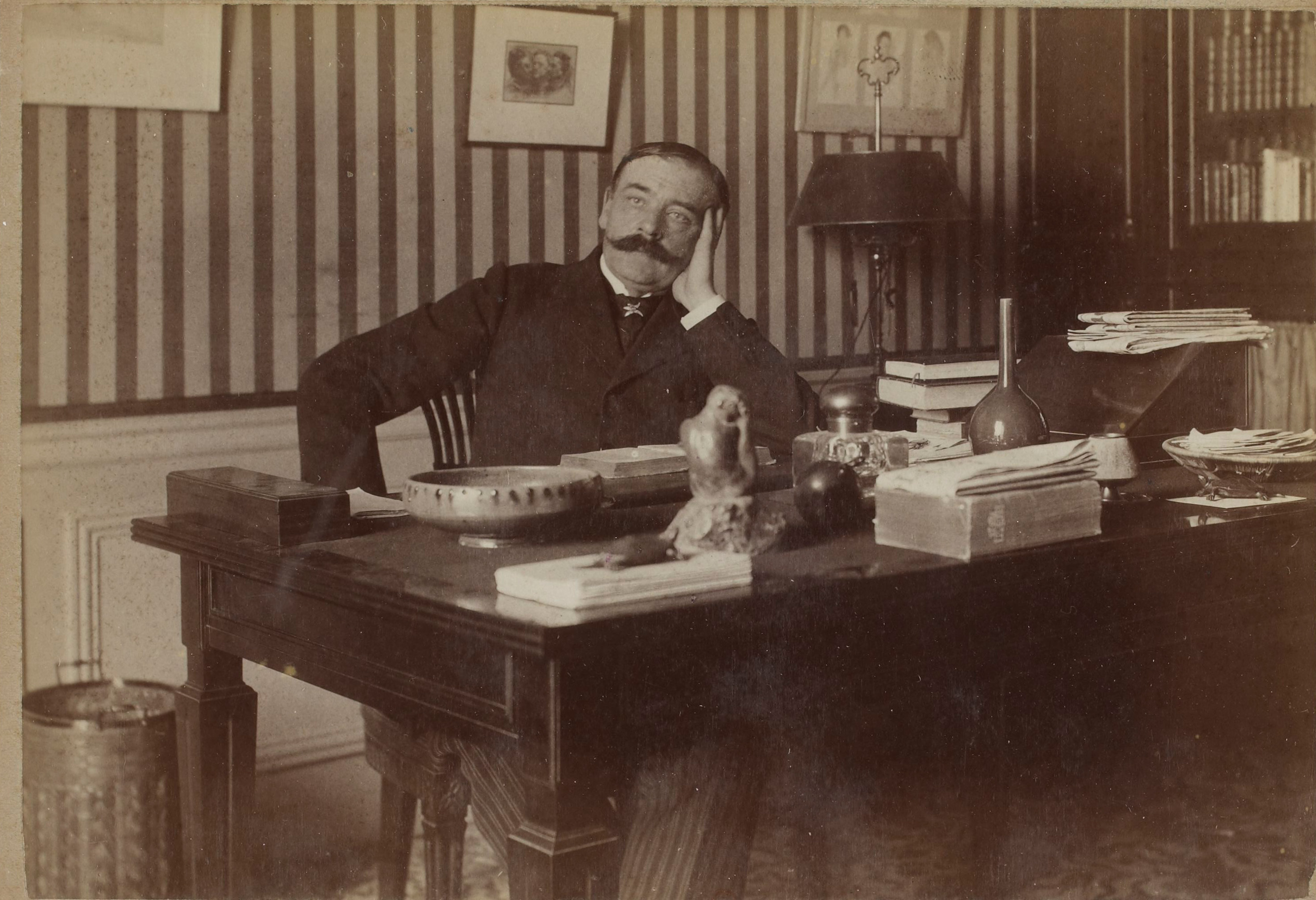
Octave Mirbeau (1848-1917).

Combats esthétiques est le titre sous lequel ont été recueillis les articles consacrés à la peinture et à la sculpture par l’écrivain Octave Mirbeau au cours de sa longue carrière de journaliste influent (de 1877 à 1914), capable de ruiner les réputations les mieux établies et de consacrer des artistes inconnus qui jettent sur les choses un regard neuf.
L’édition en est établie, présentée et annotée par Pierre Michel et Jean-François Nivet en 1993 en deux gros volumes.

## Ses passions

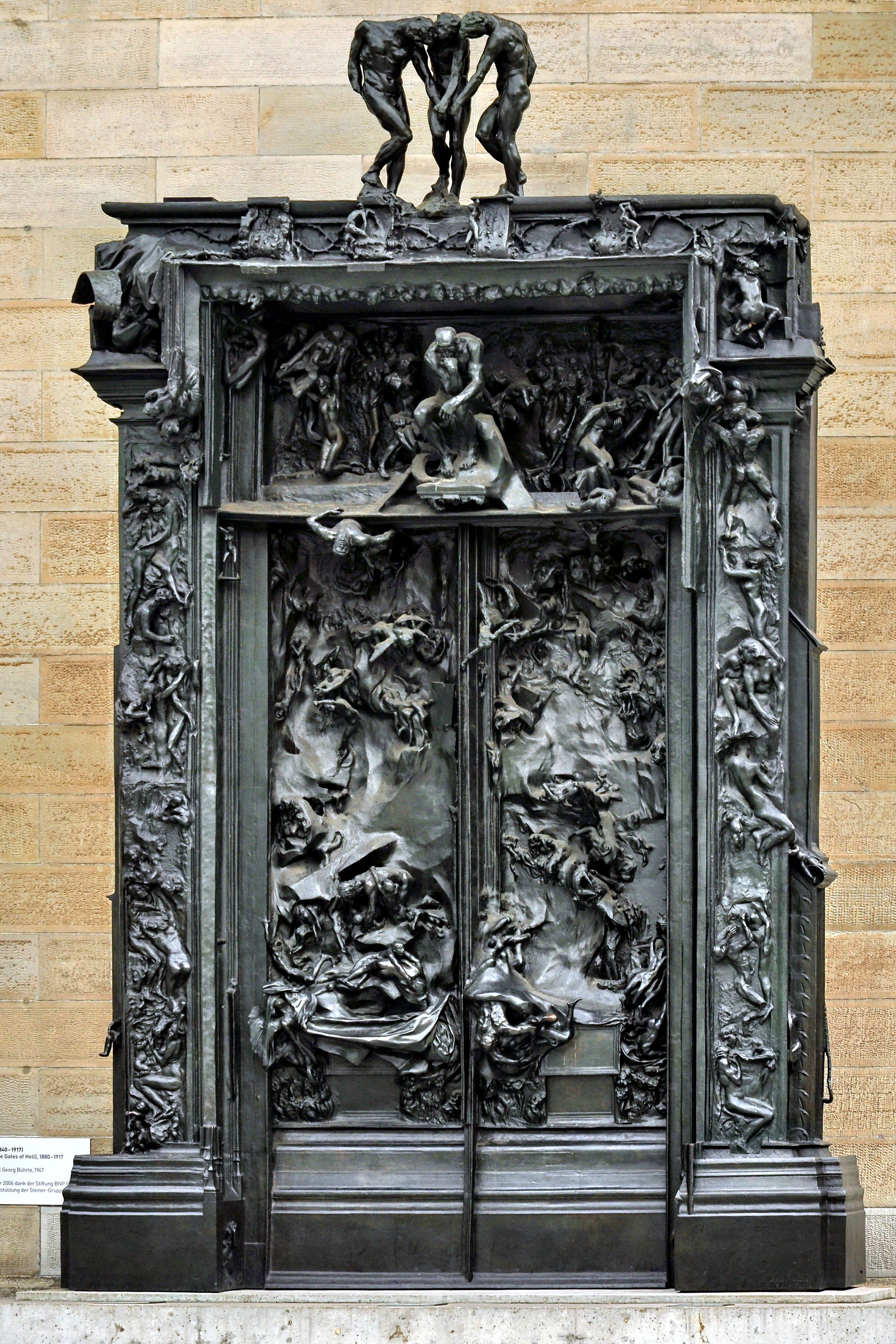
Auguste Rodin, La Porte de l'Enfer (Musée Rodin), dont Mirbeau nous a laissé la première description en février 1885

Chantre quasiment officiel de Claude Monet et d'Auguste Rodin, auxquels il consacre de très nombreuses chroniques et qu'il contribue plus que tout autre à faire passer, en vingt ans, d’une modeste notoriété à la gloire et à la consécration. Il proclame le génie de Vincent van Gogh, Paul Cézanne et Camille Claudel, il chante Edgar Degas et Auguste Renoir, il rend hommage à Whistler, Eugène Carrière et Jean-François Raffaëlli, il promeut Maxime Maufra, Constantin Meunier et Aristide Maillol.

## Ses exécrations
En revanche, l’auteur de L'Abbé Jules tourne en ridicule, d'un côté, les symbolistes, préraphaélites, « larvistes » et autres « kabbalistes », dont il exècre l'inspiration tournant le dos à la nature ; et, de l'autre, les académistes, les pompiers, les fabricants de toiles peintes et les industriels de la statuaire, couverts de prix et de breloques et décorés comme des vaches aux comices agricoles. Ses têtes de Turc sont Alexandre Cabanel, William Bouguereau, Édouard Detaille, Carolus-Duran, Benjamin-Constant, Denys Puech…

## Le devoir du critique
Hostile au système des Salons, ces « Bazars des médiocrités à treize sous », et à l’intervention de l’État niveleur dans le domaine des beaux-arts, Octave Mirbeau est partie prenante du système marchand-critique  qui se met en place dans la deuxième moitié du dix-neuvième siècle et qui permet aux peintres impressionnistes de subsister malgré l’ostracisme des Salons officiels. Mais il ne se fait aucune illusion sur les marchands et galeristes, et le mercantilisme en art lui semble éminemment dangereux, puisqu’il tend, à son tour, à étouffer les véritables talents et les voix originales, si elles sont jugées non rentables.
Son devoir de critique n'est pas d’analyser et d'interpréter les œuvres, exercice qui lui semble vain et arbitraire (il compare les critiques attitrés à des « ramasseurs de crottin de chevaux de bois »), mais simplement d’essayer de faire partager à ses lecteurs ses coups de cœur et ses exécrations, dans l'espoir de permettre à quelques artistes novateurs de se faire connaître et reconnaître et de vivre de leur art. Il est avant tout un porte-voix, qui fait de l’émotion esthétique, toute subjective, le critère de ses jugements en matière d’art. Mais, sans illusions sur les hommes et sur le système éducatif, il sait pertinemment qu'un nouveau snobisme risque de se mettre en place, sans que le grand public parvienne jamais à éprouver de véritables émotions esthétiques.

## Contexte, et présentation d’un journaliste passionné d’art.
Octave Mirbeau, aujourd’hui connu pour ses compositions littéraires était d’abord pour ses contemporains un journaliste, et l’un des plus éminents critiques d’art de la fin du XIXe et du début du XXe siècle. Après une instauration très mouvementée et faite de nombreux compromis, la troisième République désire asseoir définitivement sa légitimité par une prise en charge de la culture se traduisant par un certain paternalisme étatique très académique  notamment par le biais des Salons du Palais du louvre. Dès les années 1880, les avant-gardes comme Monet et les autres impressionnistes sont vilipendés et marginalisés par ce système, par la critique et par le public. Outre l’injuste rétribution du talent des artistes, la plupart des chefs-d’œuvre de l’époque échappent aux yeux du public et aux mains de la France qui laisse les riches étrangers en profiter par le biais du marché de l’art naissant avec la figure de Durand-Ruel.
C’est dans la conscience profonde de cette injustice, de ce gâchis de talents et devant la sclérose d’un tel système qu’Octave Mirbeau met sa plume et sa verve de journaliste satirique au service d’une meilleure éducation de l’art, en tentant de promouvoir les artistes qu’il estime digne de renom et de gloire.
Il s’avère que la plupart de ses jugements furent confirmés par la postérité, et Mirbeau est par beaucoup considéré comme le prophète  de l’art moderne.
Cette position explique le ton de journaliste satirique et piquant qu’il emploie à l’égard de ses contemporains, en prenant position sur des questions souvent très pragmatiques, contrairement aux critiques d’art traditionnels. Il puise cependant sa verve et son éloquence à la source d’un esthétisme sincère et réfléchi, ce qui fait de ce recueil d’articles sur l’art un véritable journal de ses Combats Esthétiques, paradoxalement bien nommé : entre amour d’un idéal du beau et volonté de le faire reconnaître.

### Journaliste engagé, en guerre contre l’académie.

#### L’engagement pragmatique d’un connaisseur passionné.
• Engagement pragmatique : Octave Mirbeau a pleinement conscience du rôle social qu’accompagne la tribune de la notoriété, rôle qu’il compte jouer en tant qu’éducateur des sensibilités esthétiques. Il ne sépare donc pas sa critique esthétique de son engagement pragmatique et parfois ponctuel de journaliste. Ainsi il consacre chaque année un article aux salons du Palais du Louvre et s’évertue à critiquer la médiocrité de la majeure partie des œuvres qui y figurent. Le dix janvier 1885, dans La France, il se penche sur le problème de la naissance d’une « industrie de la contrefaçon » pour dénoncer la multiplication des faux. Il n’hésite pas à rendre hommage ou à faire des oraisons funèbres après le décès de certains artistes comme pour Jules Bastien-Lepage en 1884.
• Un effort fastidieux : Il commente d’ailleurs son rôle dans certains de ses articles, ainsi en 1884 il dira à propos de la réception de l’œuvre de Manet : « le public s’est pris d’admiration ; mais que de temps et d’effort ont été nécessaires, et comme cela s’est fait peu à peu, péniblement, par conquêtes successives ». Dans cette dernière phrase on voit dans la juxtaposition de deux propositions subordonnées presque redondantes que la phrase insiste sur cet effort et sur la durée du processus, insistance qui est redoublée par les trois compléments circonstanciels de manière de la fin de la phrase : « peu à peu, péniblement, par conquêtes successives ». 
• Une culture classique au service de l’art de son temps : Si Mirbeau s’oppose avec virulence au classicisme extrême de l’académie qui empêche les vrais artistes d’être reconnus, ce n’est pas pour la défense de l’avant-gardisme et de la nouveauté en tant que telle, au contraire. Pour lui les ressources et motivations de l’art restent et seront toujours les mêmes et c’est avec les mêmes critères qu’il apprécie les peintres classiques comme Watteau, Rembrandt, Velasquez, Rubens ou encore Raphaël , que Monet, Rodin ou Renoir. Il dira d’ailleurs : « Je veux tenter de démontrer que ce sont réellement les seuls qui forment aujourd’hui l’anneau de la grande chaîne qui relie l’art d’aujourd’hui à l’art d’autrefois » . Et ce qui empêche ses contemporains de voir cet anneau c’est ce qu’il appelle la « tyrannie bourgeoise » dans un temps où « l’on est parvenu à suffrage-universaliser l’art comme le reste. ».

#### Un orateur à la tribune: La maîtrise de la polyphonie.
•Le rhétoriqueur et le jeu sur les différentes voix du discours : Outre ces interventions pragmatiques, il fait aussi figure de journaliste satirique en usant d’une habile rhétorique par des jeux sur les points de vue énonciatifs et temporels ou encore sur les différents éthos de la voix auctoriale, que la notion de polyphonie développée notamment par Oswald Ducrot nous permettra d’analyser.
« Que pensera-t-on de nous plus tard quand on se dira que tous ceux qui furent de grands artistes, et qui porteront, dans la postérité, la gloire, ont été insultés, vilipendés- pis encore, plaisantés ? »
On peut d’abord remarquer qu’ici, l’énonciateur se projette dans le futur de la postérité et montre un souci de l’image qu’y renverront ses contemporains et lui-même dans les années à venir. C’est une manière pour le locuteur de remettre le jugement qu’il énonce entre les mains de descendants qui n’existent pas encore, de ne pas marquer la particularité de son jugement et de son goût.
Du même coup se placer dans la postérité, c’est aussi instituer les avant-gardes par le texte, les montrant dans le futur comme déjà reconnues.
Mais à un troisième niveau, on voit qu’il s’agit aussi de pointer du doigt le caractère éphémère et changeant de l’institutionnalisme, qui sait rarement reconnaître les artistes de son temps justement par un manque de grandeur de vue, que le texte se propose de nous faire adopter.
•L’art de l’ironie et de la pointe : Mirbeau excelle dans le style journalistique de son époque, où la presse enfin libérée et de plus en plus massive se déchaîne dans des combats comme ceux de l’affaire Dreyfus, et où le succès revient à celui qui sera le plus retentissant . Il a donc aiguisé sa plume au métier de journaliste satirique et ses écrits sur l’art s’en ressentent. En effet ses « adversaires » sont nommés et tournés en ridicule par une ironie souvent piquante, parfois acerbe. Sa verve est sans pitié et sans limite, ainsi à la mort de Cabanel en 1889, un des emblèmes de l’académisme, Mirbeau écrit un article dans L’Echo de Paris en guise d’oraison funèbre où l’ironie profite de la mort du peintre pour faire son effet. Il joint aussi la pointe à l’accumulation péjorative : « Comme il était médiocre, médiocre immensément, médiocre avec passion, avec rage, avec férocité, il ne souffrait pas qu’un peintre ne fût point médiocre ». Outre l’accumulation presque burlesque  qui montre une médiocrité épique du peintre, Mirbeau ajoute au ridicule en faisant un chevalier de la médiocrité. Atteignant le summum de la satire, le journaliste clôt son article par une parodie d’épitaphe éminemment piquante : « Ci-gît un professeur : il professa. », tirant sur l’épigramme.

#### Contre la fixité de l’académisme, inscrire le «bouger» dans le discours.
Ce retournement escompté des valeurs esthétiques, il cherche aussi à l’ancrer dans l’écriture, à l’inscrire dans ses textes et en particulier dans l’utilisation des mots.
Mirbeau donne un bel exemple de cet écart ou de ce bouger qu’il peut y avoir dans un même mot, qui peut être à la fois expression d’un jugement sincère ou cristallisation d’un préjugé social. Ainsi s’il lui arrive souvent d’employer le terme de « chef-d’œuvre »  pour parler des tableaux qu’il apprécie, il pointe du doigt sa mauvaise utilisation, qui va dans le sens d’une catégorisation des œuvres par la critique au détriment de la sensibilité. Dans son article : « L’angélus », paru le 9 juillet 1887 dans L’Echo de Paris, il dénonce le fait que ce tableau de Millet soit considéré à tort comme sa pièce maîtresse, du simple fait que la critique l’ait mis sur un piédestal. Il écrit : « L’angélus est, à ce qu’il paraît, le chef-d’œuvre de Millet. ». On voit avec la proposition incise : « à ce qu’il paraît » qui signale le ton ironique du propos, le discrédit qu’il porte à ce jugement. Mais on remarque aussi que Mirbeau pointe du doigt cette tendance grégaire qu’on a à s’en rapporter au discours général, à la doxa, plutôt qu’à sa propre sensibilité et à ce qu’il paraît vraiment de la chose. Ainsi le journaliste amène le lecteur à faire un travail de « re-sémentisation » du mot, pour que lui apparaisse l’écart entre ce qu’il devrait signifier et sa signification détournée au sein d’un discours figé où il n’a d’autre fondement que sa profération par une figure d’autorité.

### Sous le journaliste engagé, un amateur sensible et passionné.

#### Une verve de chroniqueur qui cache une réelle sensibilité esthétique et une volonté de la faire partager.
• Le lyrisme : S’il conserve dans ses écrits sur l’art ce style de chroniqueur satirique, c’est pour servir la cause de l’art et des artistes de son temps. Dans de nombreux articles, alors qu’un premier énonciateur tonitruant excite l’intérêt du lecteur, il semble que le front d’un second, peut-être plus personnel,  perce par endroits le masque du chroniqueur, pour laisser voir une sensibilité esthétique allant parfois jusqu’au lyrisme. Ainsi souvent l’usage de la première personne du singulier exprimant un jugement n’arrive qu’après l’utilisation du pronom impersonnel « on » ou du pronom « nous » ; il arrive également que l’ironie et l’épigramme qui sont des procédés du demi-mot et de l’implicite, laissent place à des exclamations plus franche et plus directes exprimant les émotions d’un énonciateur sensible ; il dira en parlant de Claude Monet : « Cela est beau, allez ! ». Ici il semble que l’énonciateur renonce même à convaincre le lecteur dans une sorte de résignation comme lorsqu’il dit à propos de Bastien-Lepage méconnu malgré son talent : « Cela est triste assurément, mais qu’y faire ? Vous êtes un artiste, un vrai… » . Cette dualité des énonciateurs au sein du texte marque la division qui sépare l’engagement dans des questions pragmatiques, et la description des tableaux à proprement parler ; celle du journaliste et celle du critique d’art. 
• La simplicité de la description picturale : il semble que ce soit la simplicité qui préside à l’écriture d’art. Les descriptions utilisent un vocabulaire simple et direct, rarement imagé et allant à l’essentiel des émotions, avec un rythme souvent ternaire comme ici : « Un arbre, un chemin et le ciel, il ne lui en faut pas plus pour faire un chef-d’œuvre ». On voit que la phrase peut se diviser en deux parties, la première qui est nominale juxtaposant trois éléments simples de description du tableau, et la seconde qui ne fait que s’y référer pour l’appeler chef-d’œuvre. Dans cette phrase d’une extrême simplicité, on peut voir que l’écriture ne s’appesantit ni sur la description, ni sur le commentaire puisqu’elle les réunit au sein d’une même phrase courte, qui ne fait qu’esquisser le tableau et affirmer sa beauté.
Ainsi il apparaît que la verve satirique serve la sensibilité esthétique, et que cette sensibilité esthétique à la base de l’engagement excuse le recours à une verve de chroniqueur qu’il condamne par ailleurs. Cependant c’est peut-être de cette dualité même des énonciateurs que ressort la sincérité du locuteur et peut-être du sujet parlant qu’est la personne réelle d’Octave Mirbeau. En effet on pourrait réunir les deux styles qui semblent s’opposer, sous le même patronage de l’éloquence, telle que la voit et la définit Mirbeau lorsqu’il dit « à qui toute éloquence, toute sincérité échappe. », mettant sur le même plan par la reprise de l’adjectif « toute » l’éloquence et la sincérité. L’éloquence serait le produit et la preuve d’une conception sincère et réfléchie d’un idéal du beau. 

#### Une conception d’un art de la simple émotion, dont l’écriture est le vecteur et l’incarnation.
On voit que cette simplicité adoptée face à la peinture qui est décrite est réfléchie, volontaire et (ce qui porte à l’interroger) travaillée. En effet Mirbeau ne se borne pas à affirmer la beauté de cette simplicité artistique, il la met en œuvre dans son travail d’écrivain pour que ses écrits sur l’art deviennent des écrits d’art.
• La simplicité de la représentation : Le texte dans ses descriptions de tableau finit par faire corps avec ce qu’il décrit, par aboutir à l’effet même dont il provient. « Pour nous décrire le drame de la terre et pour nous émouvoir, M. Pissaro n’a pas besoin de gestes violents, ni d’arabesques compliquées (…)… Un coteau, sans une silhouette, sous un ciel, sans un nuage, et cela suffit… » . Cette phrase est caractéristique de la technique de description de tableau d’Octave Mirbeau, et l’on y observe ce phénomène de conjoncture de la parole avec son sujet. En effet la deuxième phrase semble illustrer le propos de la première dans sa faction, elle ne comporte pour produire son effet « ni geste violent », « ni arabesques compliquées ». La description à proprement parler du tableau y est doublement binaire puisqu’elle est divisée en deux parties « un coteau, sans une silhouette » et « sous un ciel, sans un nuage », elles-mêmes symétriquement divisées en deux autour de la préposition privative pivot « sans » ; le tout s’enchaînant sans accroc, semblant se fondre dans une unité parfaite avec la dernière proposition « et cela suffit… » grâce à la douceur de l’allitération en « s ». Les points de suspensions qui contiennent la phrase ajoutent à cette douceur en élidant l’abrupt du commencement ou de la fin. La simplicité est aussi mise en exergue par le fait que la description se résume à la présence de deux éléments, qui ne sont précisés que négativement.
• La simplicité de l’émotion : Toujours sur Pissaro, le critique écrit : « Et de tout cela, il vous vient une impression intense et poignante de grandeur, et aussi une impression très douce de charme. », cette fois-ci c’est l’impression elle-même qui s’énonce dans une grande simplicité, qu’encore une fois la binarité et la symétrie de la construction mettent en valeur. On sent ici une parole qui pèse ses mots et qui n’utilise que le mot juste, sans recherche d’effet, et dans laquelle, les mots utilisés en toute simplicité semblent prendre tout leur poids et atteindre à leur signification la plus essentielle. Et l’écriture, comme le tableau n’a rien à ajouter aux éléments dont elle dispose. Cela n’empêche pas l’émotion qui en découle d’être sophistiquée, en même temps que naturelle, puisqu’ici la douceur s’allie comme naturellement dans la simplicité de l’expression au puissant et au poignant. 
• L’écriture, incarnation d’un naturel travaillé : L’expression doit être simple et naturelle, mais bien sûr travaillée comme le montrera ce dernier exemple tiré de l’article sur Renoir : « rien n’est abandonné au hasard, au laisser-aller de l’inspiration »  : ici Mirbeau énonce le fait que la simplicité dont il parle n’est pas synonyme d’inspiration libre. On retrouve dans la phrase la parataxe habituelle à son écriture qui donne un aspect de simplicité au discours. De plus la phrase semble répondre à l’inspiration d’une pensée qui avance, puisque l’expression « au hasard » fait l’objet d’un retour de l’écriture sur elle-même venant préciser l’idée. Ainsi la deuxième expression semble venir après et peut-être surgir de la première. Or on peut supposer que dans un premier élan, Mirbeau aurait pu d’abord écrire « laissé au hasard », plus courant que « abandonné », et qu’il aurait fait ensuite retour sur ce terme lorsqu’il se serait rendu compte de la répétition qui se faisait avec « laisser-aller ». On verrait alors dans ce travail à rebours (supposé) de l’inspiration, mais qui conserve l’allure du naturel, une illustration de ce que Mirbeau recherche en peinture.

### Citations

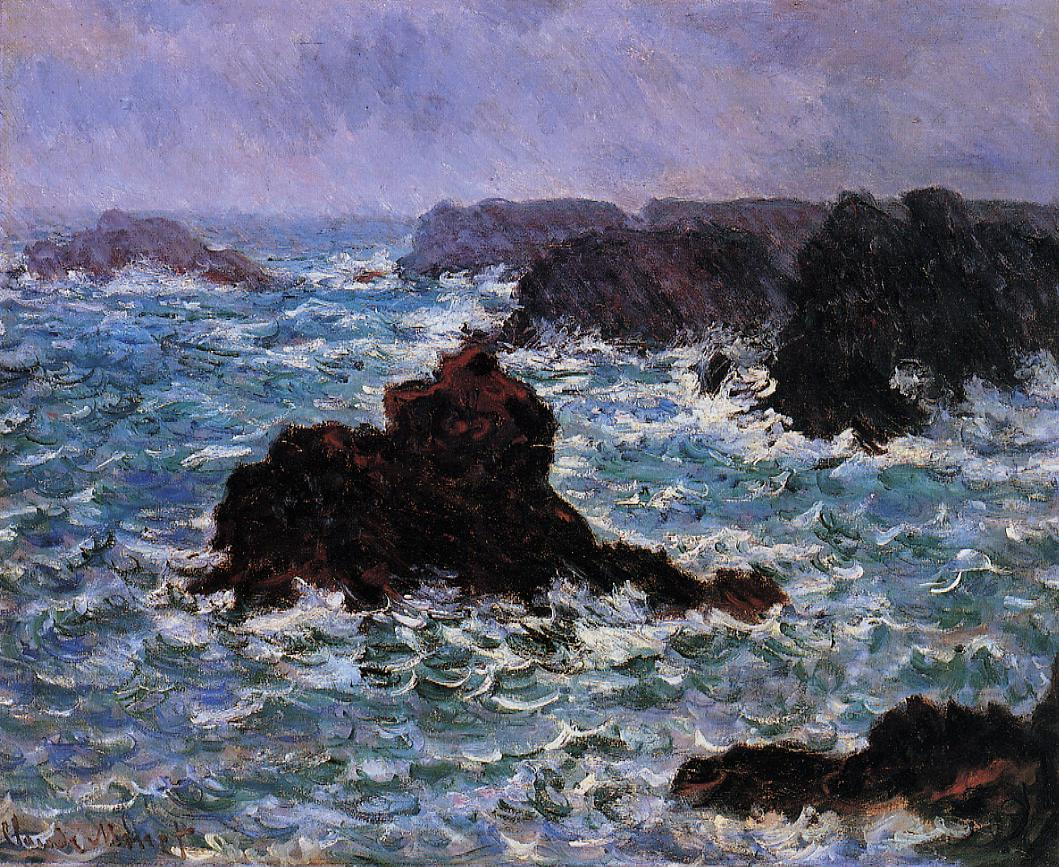
Claude Monet, Belle-Ile, 1886

- « Un peintre qui n'a été qu'un peintre ne sera jamais que la moitié d'un artiste. » (21 mars 1885)
- « On peut dire de lui [Claude Monet] qu'il a véritablement inventé la mer, car il est le seul qui l'ait comprise ainsi et rendue, avec ses changeants aspects, ses rythmes énormes, son mouvement, ses reflets infinis et sans cesse renouvelés… » (13 mai 1887)
- « Chaque fois que j'apprends qu'un artiste que j'aime, qu'un écrivain que j'admire viennent d'être décorés, j'éprouve un sentiment pénible, et je me dis aussitôt : Quel dommage ! » (16 janvier 1888)
- « Le critique est, en général, un monsieur qui, n'ayant pu créer un tableau, une statue, un livre, une pièce, une partition, n'importa quoi de classable, se décide, enfin, pour faire quelque chose, à juger périodiquement l'une de ces productions de l'art, et même tout à la fois. étant d'une ignorance notoirement universelle, le critique est apte à toutes besognes et n'a point de préférences particulières. » (13 décembre 1892)
- « Tout l'effort des collectivités tend à faire disparaître de l'humanité l'homme de génie, parce qu'elles ne permettent pas qu'un homme puisse dépasser de la tête un autre homme, et qu'elles ont décidé que toute supériorité, dans n'importe quel ordre, est, sinon un crime, du moins une monstruosité, quelque chose d'absolument anti-social, un ferment d'anarchie. Honte et mort à celui dont la taille est trop haute ! » (12 juillet 1899)
- « La vérité, c'est qu'il n'est pas d'art plus sain… il n'est pas d'art plus réellement, plus réalistement peintre que l'art de van Gogh… Van Gogh n'a qu'un amour : la nature ; qu'un guide : la nature… Il a même l'instinctive horreur de tous ces vagues intellectualismes où se complaisent les impuissants. » (17 mars 1901)
- « Nous voulons qu'on nous mente, qu'on nous mente en tout, qu'on nous mente sans cesse, par le livre, le théâtre, par le discours, par le dessin, par le marbre et par le bronze. Et c'est ce mensonge universel que nous appelons idéal ! » (octobre 1909)
- « Quand je suis triste, rien ne me déride comme de penser à l'art officiel, à ses pompes, à ses œuvres. c'est un des sujets les plus merveilleusement comiques qu'il y ait dans le monde. Et il est inépuisable. » (19 mars 1910)